# Deftones
Deftones est un groupe de métal alternatif américain, originaire de Sacramento. Avec Korn, ils sont considérés comme les fondateurs du nu metal,,, (même si Deftones ne veut pas être associé à ce mouvement), et également considérés comme l'un des groupes les plus novateurs et les plus influents du genre,,,.
Le groupe commence sa carrière en jouant dans des concerts sans publier aucun album. Les chansons qu'il a interprétées à cette époque avaient, pour la plupart, un style se rapprochant du heavy metal. Après avoir signé chez Maverick, Deftones a commencé à enregistrer en studio pour créer son propre style, mais n'a pas recueilli beaucoup de succès,. Avec la sortie de Around the Fur et White Pony, considérés parmi les meilleurs albums de la scène metal alternatif,,, Deftones a commencé à connaître un grand succès à la fois auprès des critiques et du public, grâce aux éléments post-punk et new wave qu'il incorpora dans son propre style de metal qu'il rendit plus mélodieux. Le groupe répéta ce succès avec les albums Deftones, Saturday Night Wrist, Diamond Eyes, Koi No Yokan, Gore et tout récemment Ohms.
En 2008, Chi Cheng, le bassiste du groupe, est victime d'un très grave accident de la route, et reste dans un état de coma semi-conscient qui ne lui permet pas de continuer son travail de musicien. Il est alors remplacé par Sergio Vega pour une période indéfinie. Chi Cheng décède le 13 avril 2013.

## Biographie

### Débuts (1988-1994)
Les fondateurs du groupe étaient Chino Moreno, Stephen Carpenter, Abe Cunningham et Chi Cheng, tandis que les autres rejoindront le groupe plus tard. Stephen a été musicalement influencé par le heavy metal et par le hard rock original (Metallica, Black Sabbath, Meshuggah Pantera), mais sans pour autant négliger d'autres genres, puisqu'il écoute également des artistes de rap comme Public Enemy et LL Cool J,. Chino, cependant, écoutait de la new wave durant son enfance, des groupes comme The Cure, The Smiths, Depeche Mode et Duran Duran ; il a également une passion pour les genres tels que le blues, le jazz, le rock gothique et le reggae, il est aussi un admirateur connu de Bob Marley. C'est à partir de ce mélange d'influences que s'est forgé le son des Deftones.

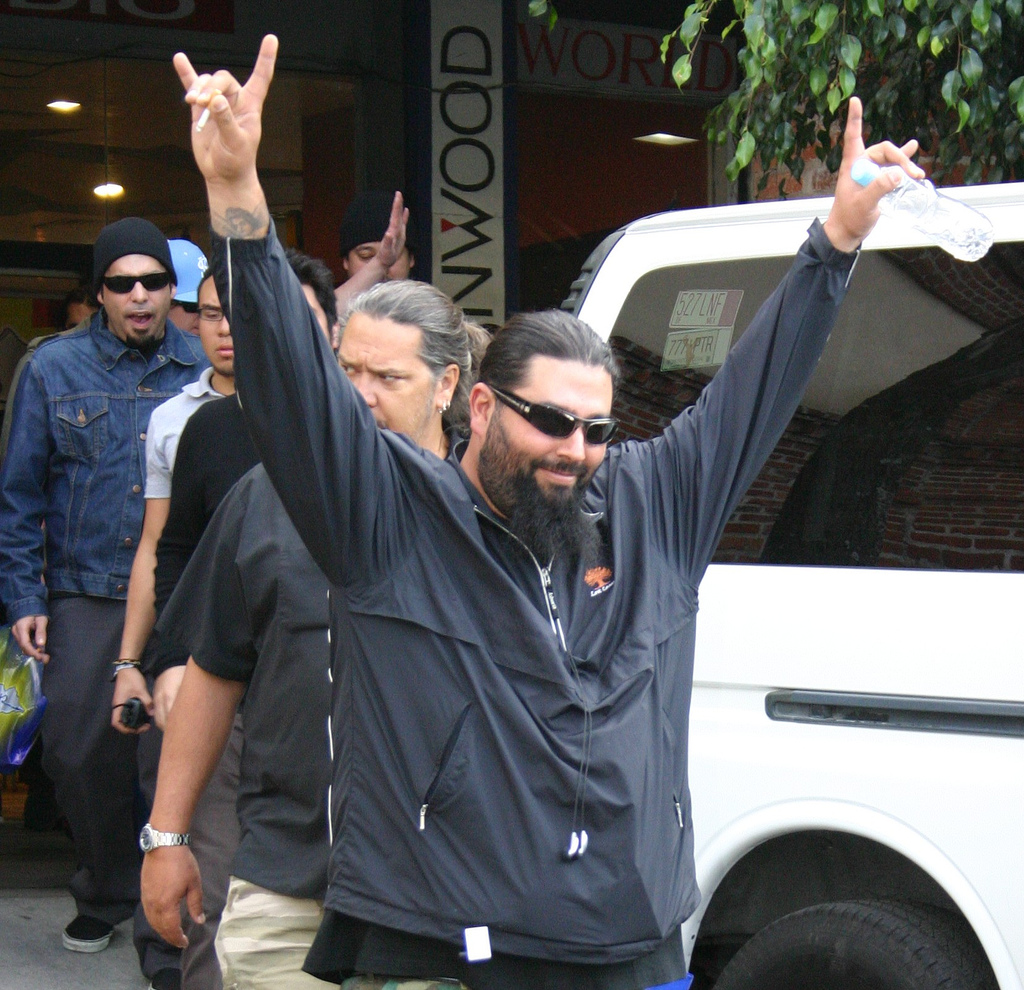
Stephen Carpenter, guitariste du groupe.

À 15 ans, alors qu'il était sur son skateboard, Stephen a été renversé par une voiture. L'incident a forcé le jeune garçon à rester quelques mois dans un fauteuil roulant et c'est à ce moment-là qu'il a décidé de commencer à étudier la guitare, et jouer des morceaux de Anthrax, Metallica et Stormtroopers of Death. Stephen, Chino et Abraham étaient camarades de classe et amis d'enfance et ont réussi à maintenir ces bonnes relations entre eux, grâce à une passion partagée pour la planche à roulettes, qui a finalement aussi influencé leur style. Un jour non précisé de 1988, tandis que les membres du futur groupe sont encore à l'école secondaire, Abe et Chino découvrent que Stephen apprend à jouer de la guitare et décident de se joindre à lui pour une jam session. Grâce aux indemnités versées par le conducteur qui avait renversé Stephen, le groupe peut acheter le matériel nécessaire pour commencer à jouer. Le nom Deftones est inventé par Stephen Carpenter, et provient de la fusion du mot « def », un terme provenant du hip-hop? que Carpenter entendait souvent dans les chansons de certains groupes de rap, avec le suffixe « -tones », retrouvé dans les noms de beaucoup de groupes de doo-wop et de rock 'n' roll des années 1950, comme Dick Dale and the Deltones ou Cleftones. Le batteur Abe Cunningham voyait l'introduction du terme « def » dans le nom du groupe comme un hommage au label Def Jam Recordings. Stephen explique également que le nom du groupe fait référence à sa tendance à mélanger différents genres musicaux,.
Après cinq ans de concerts, dont quelques-uns aux côtés de Korn, en 1993, les Deftones enregistrent la démo (Like) Linus. En 1994, ils réussissent à signer un contrat avec Maverick, une petite division de Warner Bros dirigée par la chanteuse Madonna, surprise par l'écoute de leur démo contenant quatre chansons,. C'est à cette époque que commence leur collaboration, qui durera jusqu'en 2006, avec le producteur Terry Date,, connu pour son travail avec Pantera et Soundgarden.

### AdrenalineetAround The Fur(1995-1999)

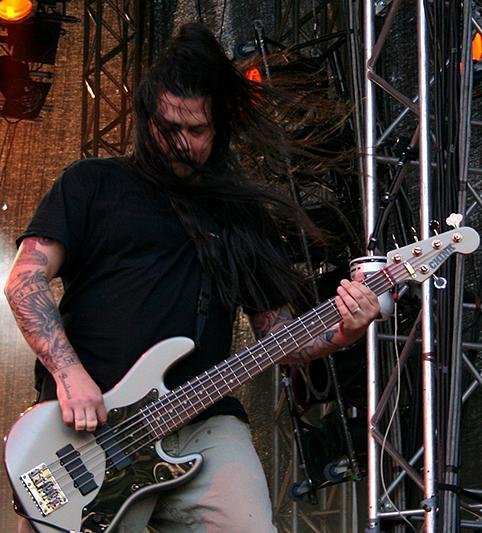
Chi Cheng, le bassiste du groupe durant un concert en 2006.

En 1995, ils publient leur premier album Adrenaline, enregistré au Bad Animal Studio à Seattle, précédé par le single Engine No. 9, ainsi que la promotion de Bored et 7 Words. Trois des chansons de l'album, Root, 7 Words et Engine No. 9, étaient déjà présentes sur la démo (Like) Linus de 1993. Le style musical de l'album mêle une section rythmique inspirée par Faith No More et similaire à celui de Korn avec la polyvalence technique vocale de Chino. On retrouve aussi les influences de Metallica, de Fugazi, de Nirvana et de Helmet. Adrenaline est considéré comme l'un des premiers albums de nu metal. À cette époque, les Deftones ont ouvert les concerts de groupes et artistes musicaux tels que Ozzy Osbourne, Korn et L7. Ce premier album, bien qu'il ait reçu de nombreux commentaires positifs, n'a pas connu de succès commercial, en partie à cause d'un déficit de promotion. Certaines stations de radio et MTV refusent par exemple de diffuser la chanson 7 Words, et son clip, en raison des paroles du refrain jugées offensantes.
En 1996, les Deftones sont apparus dans une scène du film The Crow, la cité des anges, et ont joué l'insolite Teething, un autre remake d'une chanson de (Like) Linus, qui fait partie de la bande originale du film. Encore une fois en 1996, une nouvelle chanson du groupe intitulée Can't Even Breathe est apparu sur la bande originale du film Los Angeles 2013. Également en 1996, Chino Moreno a travaillé avec Korn sur la chanson Wicked, reprise de Ice Cube présente sur l'album Life Is Peachy,. Par ailleurs, la deuxième piste de cet album, Chi, est ainsi nommée en référence à Chi Cheng, comme l'a confirmé lors d'une interview le chanteur et coauteur de la chanson, Jonathan Davis,. Ces diverses collaborations ainsi que la tournée de Deftones, ont contribué à augmenter la popularité du groupe et les ventes de Adrenaline ont commencé à augmenter progressivement. Le groupe a finalement décroché un disque d'or pour Adrenaline le 7 juillet 1999, après que l'album se soit vendu à 500 000 exemplaires. En 2008, l'album a été désigné disque de platine par la RIAA avec un million d'exemplaires vendus.
Around the Fur, plus mélodique que son prédécesseur et considéré avec White Pony comme leur plus grand succès,, est sorti en 1997 et a atteint le numéro 29 dans le classement de Billboard. Le son de l'album a été décrit par certains comme une évolution dans la forme la plus agressive du grunge et en particulier le style de The Smashing Pumpkins, de Nirvana et de Soundgarden, et est également considéré comme l'un des albums les plus importants et les plus influents de la scène alternatif et nu metal,,. Certains estiment cependant qu'il propose un son plus avancé et sophistiqué que celui des autres groupes de ce genre. Le groupe rejettera d'ailleurs par la voix de son chanteur l'étiquette nu metal. L'influence de Pantera et du hardcore est une autre source d'inspiration pour de nombreux riffs de guitare,. Around the Fur figure à la 17e place dans la liste des 50 albums les plus influents de tous les temps, qui a été créée en 2003 par le magazine Kerrang!. Parmi ses chansons, celles qui ont reçu une plus grande attention sont les suivantes : Headup, composée et interprétée par Max Cavalera (ex-Sepultura), dédiée à son beau-fils et un ami personnel des Deftones, Dana Wells, décédé à la suite d'un accident de voiture en 1996 (l'album est dédié à Wells) ; les singles My Own Summer (Shove It) et Be Quiet and Drive (Far Away) ont rencontré un grand succès grâce à l'appui de la radio et des chaînes musicales,. Furent également très appréciés des critiques les morceaux Dai the Flu, Lhabia et surtout Mascara, dans lequel on peut déjà déceler les premières influences new wave et dark wave, que le groupe mettra en évidence dans les albums suivants,,,. Quelques mois après la sortie de l'album, Max Cavalera, à la suite de son départ de Sepultura, a fondé un groupe appelé Soulfly, dont le nom est inspiré par un passage de Headup : « Soul fly, fly high, Soul fly, fly free ».
Peu de temps après, Chino Moreno forme Team Sleep. En 1999, les Deftones ont pris part à la quatrième édition du Ozzfest, festival conçu et dirigé par Ozzy Osbourne et visant principalement à promouvoir des groupes de metal. Le 22 juin de la même année, ils sortent un EP intitulé Live qui contient des enregistrements de chansons jouées en live le 13 octobre 1997. Deux jours plus tard, Around The Fur s'est vu décerner un disque d'or par la RIAA pour plus de 500 000 exemplaires vendus entre 1997 et 1999. Le single My Own Summer (Shove It) figure également dans la bande originale du film The Matrix, sorti le 30 mars 1999.
Le 7 juin 2011, Around The Fur est certifié disque de platine pour plus d'un million d'exemplaires vendus.

### Réussite deWhite Pony(2000-2002)

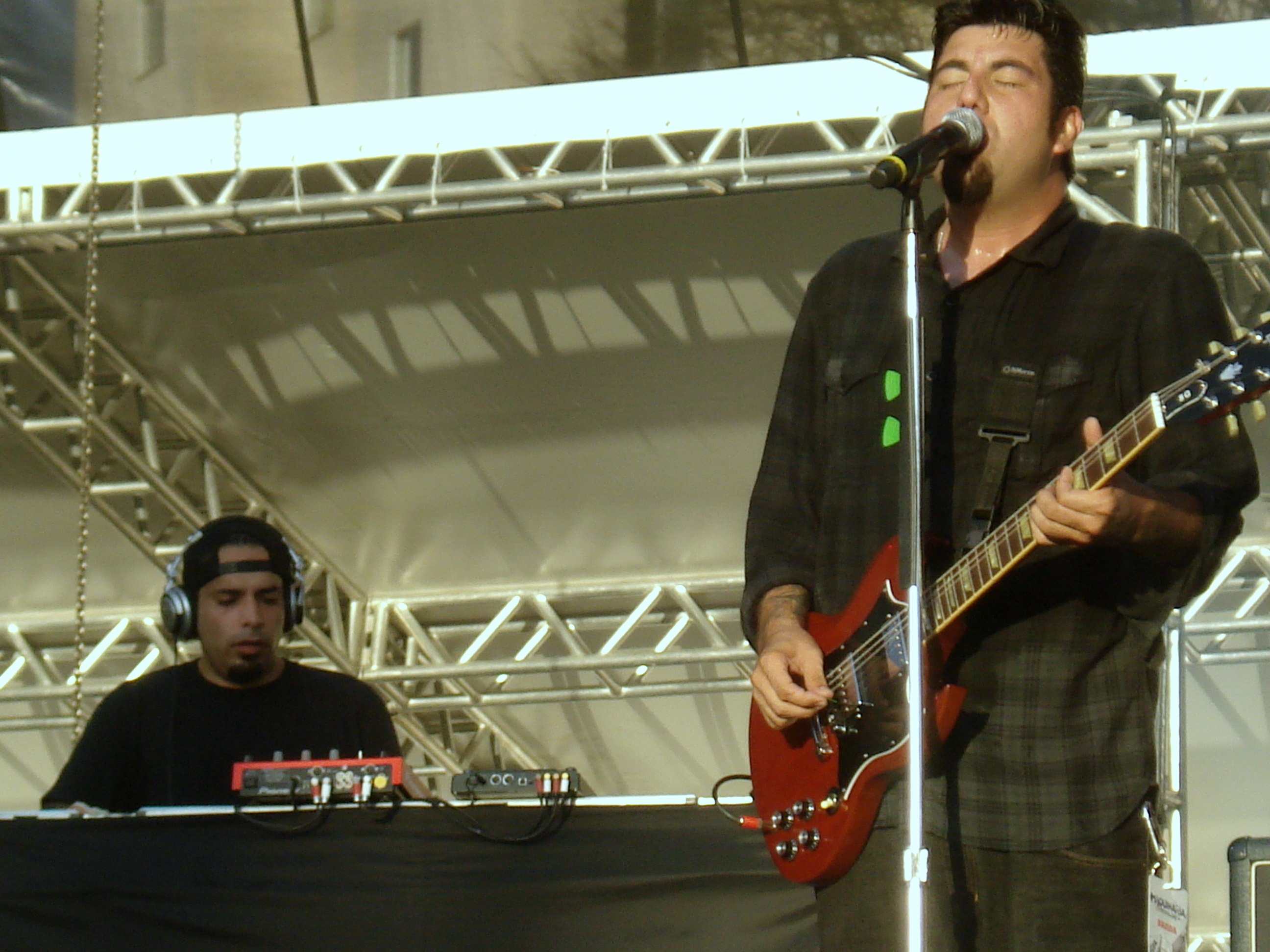
Frank Delgado (à gauche) et Chino Moreno (à droite) durant un concert en 2009.

Le troisième album, White Pony, est publié en 2000 et a montré une forte maturation de son style,, avec une guitare plus modérée et une tendance à explorer d'autres genres comme le trip hop (Teenager). On ressent dans l'album l'influence de courants musicaux comme la new wave,,, le post-punk et le psychédélique,,, avec des groupes tels que Depeche Mode, The Cure, The Smiths, et Duran Duran. L'album est également marqué par diverses collaborations. Passenger a été enregistrée avec Maynard James Keenan de Tool, qui a également contribué à la composition de la chanson. Knife Party a bénéficié de l'apport de Rodleen Getsic. RX Queen a été composée à quatre mains par Scott Weiland de Stone Temple Pilots et Chino Moreno. White Pony fut aussi le premier enregistré avec Frank Delgado comme membre à part entière, après son entrée dans le groupe comme DJ mix. Le nouveau membre collaborait déjà avec Deftones mais de façon plus épisodique,. Dans le passé, il avait pris part à certains de leurs concerts et avait déjà joué sur certains morceaux des deux premiers albums : Minus Blindfold et Fireal, de l'album Adrenaline ; My Own Summer (Shove It), Around the Fur, Dai the Flu, Headup et MX, de Around the Fur, qu'il avait enrichi à l'aide de ses platines et échantillonneurs. En outre, avec ce disque, Chino Moreno, en plus de chanter, a également commencé à jouer de la guitare électrique. La critique a salué la volonté du groupe d'expérimenter de nouveaux genres de musicaux et d'élargir leur son,,.
L'album est édité en plusieurs versions. À l'origine, l'album avait une couverture grise et comprenait 11 titres ; il commençait par Feiticeira, et se terminait avec Pink Maggit. Une réédition, avec une couverture blanche, contient en plus le morceau Back To School (Mini Maggit), qui figure également en ouverture de l'EP éponyme; les deux autres éditions, l'une avec une couverture rouge et l'autre noire, contiennent les mêmes pistes que la version originale, plus la chanson bonus The Boy's Republic qui conclut l'album. La publication de ces différentes éditions cause une certaine controverse entre le groupe et le label, car Chino Moreno voulait maintenir la liste originale des pistes de l'album. La maison de disques n'a pas tenu compte de sa volonté et l'a forcé à réécrire Pink Maggit dans une nouvelle version appelée Back to School (Mini Maggit), qui a été publiée sur un EP et inclus dans l'édition à couverture blanche,,. La chanson Back to School (Mini Maggit) est une version plus courte et réarrangée de Pink Maggit, dans laquelle le refrain reste le même, tandis que les couplets de la version originale sont remplacés par des passages rappés et que la section rythmique est plus agressive et rapide.
White Pony compte plus de 177 000 exemplaires vendus la première semaine, et grimpe jusqu'à la troisième place du classement Billboard. En 2001 White Pony a reçu un prix lors des Grammy Awards comme Best Metal Performance, pour la chanson Elite. Le 17 juillet 2002 l'album a été certifié disque de platine par la RIAA, soit un million d'exemplaires vendus. White Pony est considéré, avec Around The Fur, comme le chef-d'œuvre du groupe par nombre de fans et de critiques,,.

### Deftones(2003-2004)

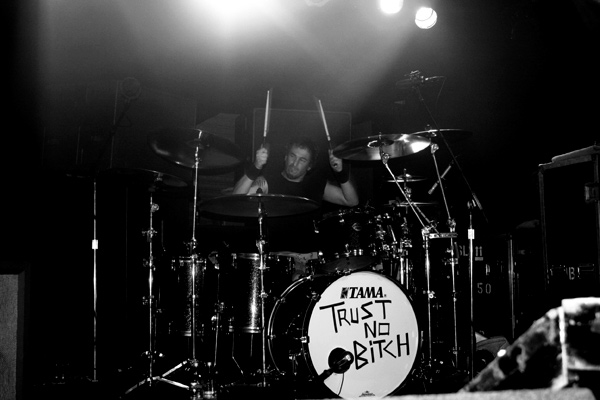
Abe Cunningham durant un concert en 2007.

Le 20 mai 2003 sort Deftones, qui compte 167 000 exemplaires vendus la première semaine. Le premier single de l'album est Minerva (en), qui a eu un bon succès à la fois à la radio et à la télévision, grâce à sa vidéo. Initialement, le titre de l'album devait être Lovers. L'album, qui est maintenue comme le précédent à un niveau élevé du chiffre d'affaires, atteint la deuxième position sur le Billboard 200 et a été bien accueilli par la critique, recevant la plupart des critiques positives, mais pas au même niveau que les précédents. Il diffère des autres en ce qui concerne le côté instrumental : les riffs de guitare de Stephen Carpenter sont caractérisées par un son plus lourd et Frank Delgado a dirigé la plupart des claviers et des samplers. Le 7 juillet 2003, l'album est décerné par la RIAA d'un disque d'or.
Dans la même année, le groupe part pour le Summer Sanitarium Tour avec Metallica, Limp Bizkit, Linkin Park et Mudvayne, et participe aux MTV Icons fait en l'honneur de The Cure, ils ont effectué une reprise de leur célèbre chanson If Only Tonight We Could Sleep, qui est très appréciée par le chanteur Robert Smith, qui les félicite. La chanson Lucky You a également été incluse dans la bande originale du film Matrix Reloaded. En 2004, le magazine Guitar World a publié un classement appelé 100 greatest metal guitarists of all time dans lequel Stephen Carpenter a été placé au numéro 60.

### B-Sides and RaritiesetSaturday Night Wrist(2005-2006)

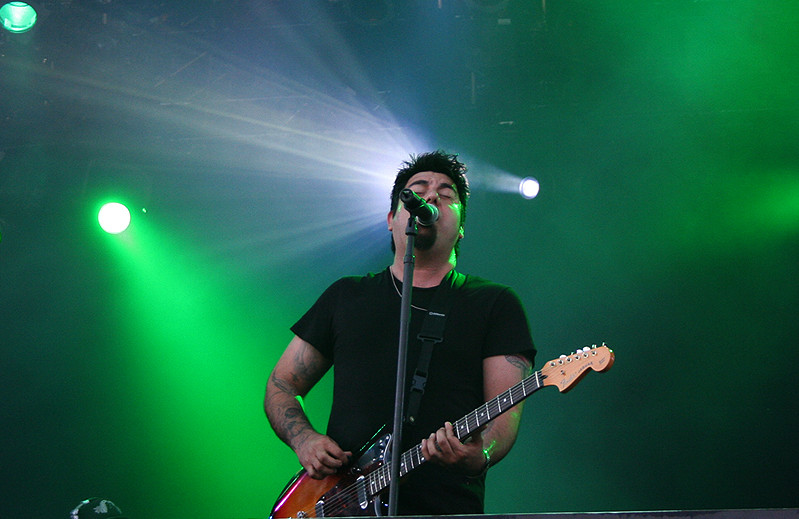
Chino Moreno durant un concert en 2006.

Le 24 octobre 2005 sort B-Sides and Rarities une collection de morceaux inédits, des raretés, des collaborations et reprises, qui contient également un DVD avec la vidéographie du groupe,. Dans la même année, ils sortent un premier album éponyme issue du side project de chino, Team Sleep, qui devait sortir il y a longtemps,.
Le 31 octobre 2006, c'était au tour de Saturday Night Wrist, leur cinquième album, qui a été produit pour la première fois dans la carrière du groupe, et non par Terry Date mais par Shaun Lopez (ancien chanteur de Far) et Bob Ezrin (Pink Floyd, Kiss, Thirty Seconds to Mars). L'album contient également le premier et le seul morceau instrumental jamais enregistré par le groupe, intitulé U, U, D, D, L, R, L, R, A, B, Select, Start. Au cours de la première semaine de sa sortie, l'album compte 76 000 exemplaires vendus et réussit à placer au numéro 10 sur le Billboard 200.

### Enregistrement d'Eroset accident de Chi Cheng (2007-2009)

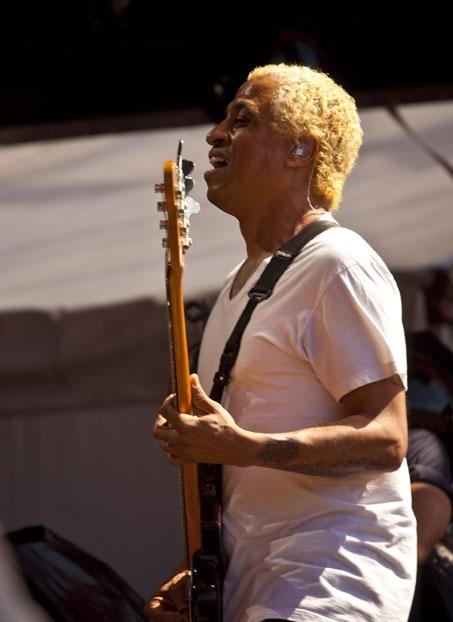
Sergio Vega, remplaçant de Chi Cheng, qui joue de la basse au sein de Deftones.

En 2007, les Deftones annoncent travailler sur un nouvel album : le disque devait être intitulé Eros et devait sortir avant la fin de 2008, mais sa sortie est repoussée à une date ultérieure. L'accident de la route qui implique le bassiste du groupe, Chi Cheng (percuté par un automobiliste en état d'ivresse alors qu'il était sur le siège passager et n'avait pas attaché sa ceinture) en est la cause. Il tombe dans le coma le 4 novembre 2008. Dans les mois qui suivent l'accident, son état est décrit comme « grave, mais stable ». Afin de poursuivre le projet, comme l'aurait voulu Chi et en prévision de la sortie et de la promotion d' Eros, le poste de bassiste est confié à Sergio Vega, ancien membre de Quicksand. Ce dernier avait déjà effectué un remplacement en 1999, pendant une courte période, lors d'une tournée avec les Deftones et avait participé aux enregistrements des dernières prises de Eros. Vega assurera les dates de concert du groupe jusqu'à ce que Cheng sorte du coma.
Le 23 juin 2009, une déclaration sur le site officiel du groupe annonce l'abandon pur et simple d'Eros : le groupe décide de retourner en studio avec une nouvelle approche, afin d'enregistrer de nouvelles chansons en vue de produire un tout nouvel album. Le 26 octobre 2009 commencent à circuler des rumeurs selon lesquelles le nouvel album des Deftones pourrait être publié en février 2010, à ce moment-là, il était encore possible de voir la vidéo en direct d'une nouvelle chanson inédite intitulée Rocket Skates : des rumeurs circulaient sur le fait que cela constituerait un morceau du nouvel album. Le 19 et 20 novembre, le groupe joue pendant deux nuits consécutives dans des concerts-bénéfice pour récolter des fonds pour financer les soins médicaux de Chi Cheng. Les soirées rassemblent beaucoup de musiciens différents et des amis du groupe. Notamment Tommy Lee (Mötley Crüe), Greg Puciato (The Dillinger Escape Plan), Mike Shinoda (Linkin Park), Xzibit, Cypress Hill, Robert Trujillo (Metallica), Dave Lombardo (Slayer), Shavo Odadjian et Daron Malakian (System of a Down), Mike Muir (Suicidal Tendencies), Mark McGrath (Sugar Ray) et Ben Kenney (Incubus).
Une fan du groupe, Gina Blackmore, fonde même un site web appelé oneloveforchi.com, grâce auquel on pouvait faire des dons destinés à financer les frais médicaux de Chi Cheng. Reginald « Fieldy » Arvizu, bassiste du groupe Korn, a eu également l'idée d'enregistrer un morceau instrumental dédié à Cheng, dont la composition et les prises en studio ont été réalisées par des musiciens de groupes issus de Sevendust et de Slipknot. La chanson, intitulée A Song for Chi, est disponible en téléchargement. Le but de Fieldy était de faire en sorte que l'écoute du morceau incite les gens à faire des dons pour les soins de Cheng.

### Diamond Eyes(2009-2011)

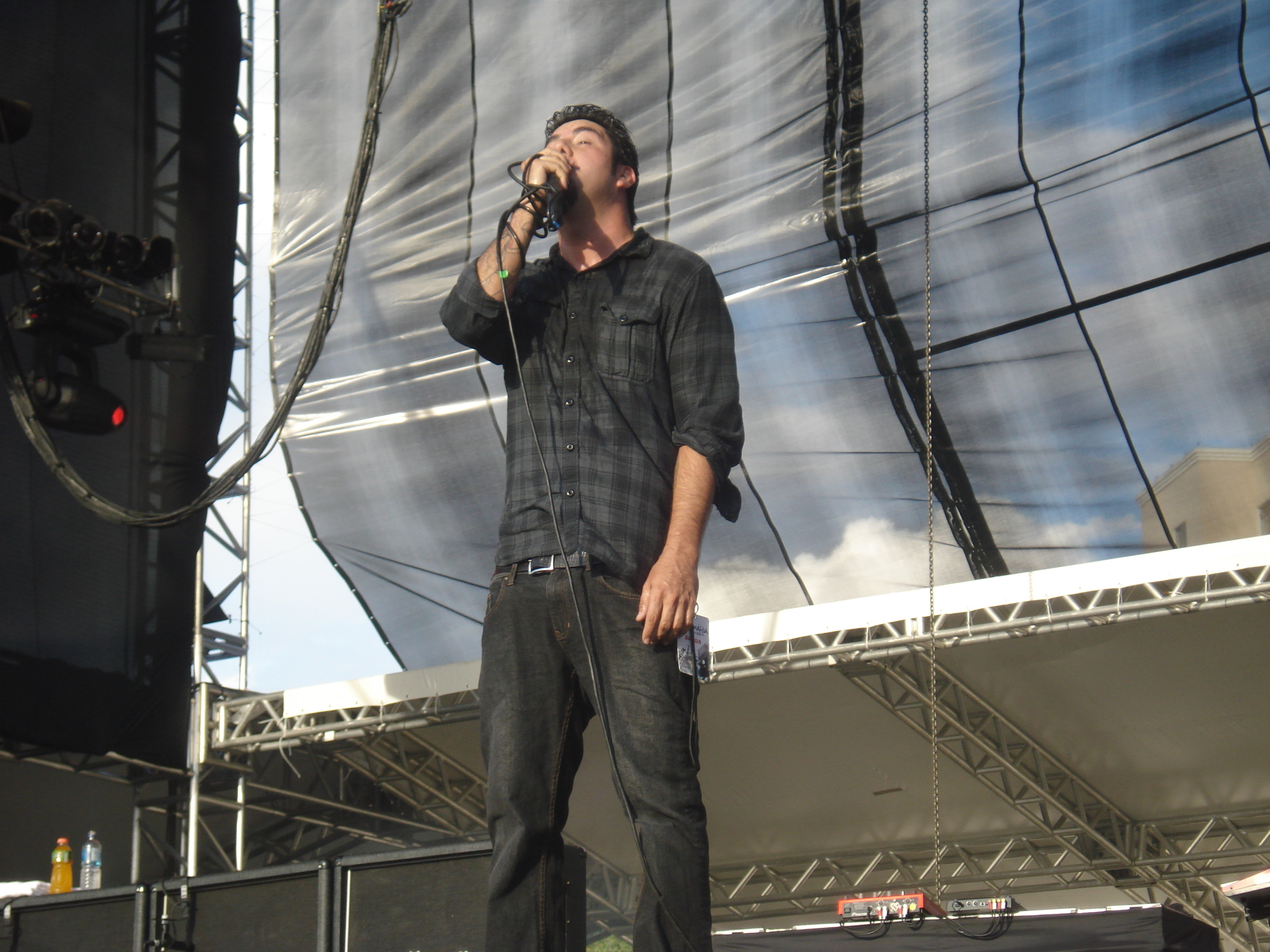
Chino Moreno durant un concert en 2009.

Le 17 décembre 2009, Chino Moreno annonce que le nouvel album sortirait le 27 avril 2010 et déclare être très fier de ce nouvel album, allant même jusqu'à l'appeler « l'un des meilleurs albums jamais réalisé par Deftones ». Moreno, interviewé par plusieurs journalistes, a décrit le nouvel album comme un croisement entre Around the Fur et White Pony. Dans une autre interview il a également déclaré que le titre de l'album serait Diamond Eyes.
Du 23 février au 9 mars 2010, il était également possible de télécharger gratuitement sur leur site officiel, le nouveau single Rocket Skates en version mp3. Le 9 mars, le morceau et son clip vidéo sont disponibles en téléchargement sur le iTunes Store. En achetant le single sur iTunes Store on pouvait également télécharger un remix de Rocket Skates par le groupe français de musique électronique M83.

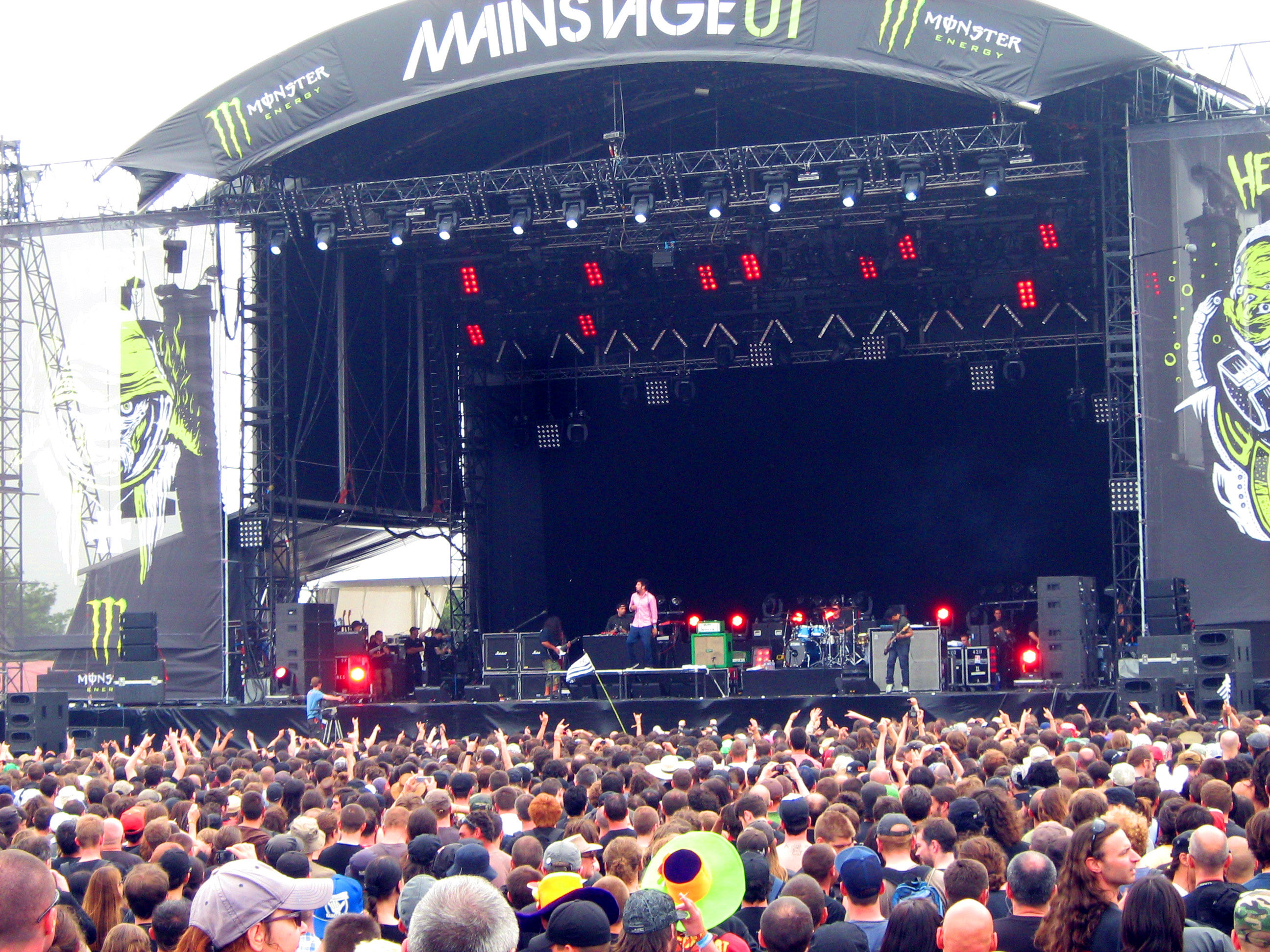
Deftones au Hellfest 2010

Le 23 mars 2010, le titre Diamond Eyes sort en distribution numérique et commence à être diffusé sur les radio américaines. Sur le site officiel du groupe est publié la couverture du nouvel album. Le 4 mai 2010 est publié pour la Warner Bros/Reprise Records le nouvel album Diamond Eyes, qui est bien accueilli par les fans et les critiques qui le reconnaissent comme « un disque presque au même niveau de qualité de leurs anciens chefs-d'œuvre, tels que Around Fur et White Pony. »

### Koi No Yokanet mort de Chi Cheng (2012-2013)
Le 29 mars 2012, Carpenter révèle que le groupe travaillait sur un nouvel album dans une interview postée sur la chaine YouTube d'ESP Guitars. En outre, il est rapporté que Raskulinecz était de retour pour produire leur septième album studio.
Il est aussi rapporté que le groupe allait enregistrer plusieurs faces B pour l'album, comprenant une reprise d'Elvis Presley et potentiellement une reprise d'Earth, Wind and Fire. Il fut plus tard annoncé qu'il n'y aurait aucune piste bonus. Le 28 juillet, Deftones a joué une toute nouvelle chanson intitulée "Rosemary" ainsi qu'une autre, intitulée "Roller Derby" (révélée plus tard s'appeler "Poltergeist"). Koi No Yokan est annoncé le 30 août 2012 et publié le 12 novembre 2012 par Reprise Records.
Le 13 avril 2013, en dépit d'une guérison partielle et d'un retour à la maison, Cheng meurt dans un hôpital de sa ville de Sacramento, après un arrêt cardiaque soudain, presque 4 ans et demi après l'accident de 2008 qui l'avait laissé dans le coma. Moreno annonce en mai que l'album Eros, repoussé indéfiniment après l'accident de Cheng en 2008, avait plus de chance d'être publié à la suite de son décès.

### Gore(2016-2019)
En fin d'année 2014, le groupe révèle être en train de travailler sur un nouvel album, produit par Matt Hyde. Après leur entrée en studio au début de l'année 2015, Chino annonce au mois de mai que la partie musicale est finie et que l'album sortirait probablement fin septembre. Une chanson avec Jerry Cantrell, guitariste du groupe Alice in Chains, est également prévue. La date est finalement repoussée à début 2016, l'album n'ayant pas encore de titre ni de pochette, mais le groupe affirme que les pistes sont déjà prêtes intégralement. Fin janvier 2016, une rumeur donne le nom de Gore à celui-ci et prévoit sa sortie pour le 8 avril. L'information est officialisée quelques jours plus tard par Stephen, le guitariste du groupe.

### Ohms(2020)
Le 20 août 2020, Deftones annonce la sortie de son nouvel album Ohms prévu pour le 25 septembre 2020 et dévoile par la même occasion son nouveau single intitulé du même nom. Genesis, le deuxième single, sort le 18 septembre 2020.
Ce neuvième album a été produit par Terry Date qui s'était déjà occupé des albums Around The Fur (1997) et White Pony (2000).

## Style musical et influence
Initialement, les Deftones ont exprimé un style très agressif et proche du nu metal. Il se distingue cependant des autres groupes en raison de l'alternance particulière entre voix claire et hurlements surhumains, soutenue par des guitares distordues, des passages très mélodiques, éthérés, des moments de réflexion, ainsi qu'un son avec de fortes influences grunge, et punk hardcore,. Ils ont atteint une certaine maturité dans la composition artistique avec White Pony, qui proposait un son plus raffiné, plus léger et plus mélodique que les précédents albums, en incorporant des éléments de post-punk, new wave et dark wave. En fait, quelques influences post-punk et dark wave étaient déjà présentes dans les deux premiers albums, notamment dans les parties vocales de Chino Moreno,,.
Si, avec l'album Deftones, le groupe avait relancé le style musical des albums précédents, à l'exception de la chanson plus expérimentale Anniversary of an Uninteresting Event, Saturday Night Wrist a commencé à diverger assez de l'ancien modèle en intégrant certains éléments typiques du rock indépendant et du rock psychédélique dans le son, avec quelques influences de la musique de Team Sleep de Chino Moreno. Le style proposé dans Diamond Eyes peut au contraire être défini comme un développement ultérieur du son des albums Around the Fur et White Pony: bien que certaines chansons soient agressives, d'autres sont calmes et réfléchies, avec des chansons qui alternent entre des sections mélodiques et planantes et des passages explosifs et violents. En regardant de plus près leur style, des influences reconnaissables émergent de groupes tels que Alice in Chains, Bad Brains, Black Sabbath, The Cure, Depeche Mode, Faith No More, Helmet, Hum, Jane's Addiction, Metallica, Mr. Bungle, My Bloody Valentine, Quicksand, Smiths et Tool,,,, mais également des éléments provenant d'autres genres musicaux comme la dream pop, le post-hardcore, l'art rock, le noise rock, le D.C. hardcore, le rock gothique, le post-metal et le rap,,,,,.
Tous les membres du groupe ont de grandes compétences techniques : Chino Moreno a une technique vocale très polyvalente qui le rend capable de changer plusieurs fois de registre vocal rapidement, passant facilement d'un registre crié à une voix plus mélodique ou une voix fausset,, et d'effectuer des vocalisations très spécifiques. Stephen Carpenter est considéré comme l'un des meilleurs guitaristes de l'ensemble du mouvement nu metal, Abe Cunningham a été considéré comme un grand batteur et propose un jeu très sophistiqué et innovant,. On note aussi l'habileté de Chi Cheng à la basse et la façon dont le style de Frank Delgado diffère considérablement de celui des autres DJ classiques du rap metal et nu metal, parce qu'il utilise rarement le scratching, préférant l'échantillonnage sur les platines et créer des sons plus expérimentaux et atmosphériques, provenant principalement de l'ambient, mais aussi d'autres styles plus proches comme le trip hop et la dark wave des années 1980,. Les paroles du premier album des Deftones ont parlé principalement de problèmes personnels et de vie dans la rue, tandis que les paroles de l'album White Pony et Diamond Eyes sont largement métaphoriques et abstraites. Chino Moreno, dans une interview avec le magazine musical Spin, en ce qui concerne le dernier album, explique : « En ce qui concerne les paroles, je voulais écrire un album de fantaisie comme l'était White Pony. Je ne voulais pas parler de problèmes dans les paroles, je n'aime pas écouter les problèmes des gens. J'aime la musique. La musique est noyée par toutes ces plaintes depuis le début des années 1990. […] Très peu de chant sur moi-même sur cet album. […] Je me suis inspiré de la musique avec laquelle j'ai grandi, comme The Cure. Les images et pas d'histoire. »
Dans une interview avec TheQuietus, il déclare : « Je tiens à être plus ou moins ambigu quand j'écris un texte, puis à y apporter quelque chose de très brut et jouer avec. […] Je ne parle pas toujours de moi-même. »
Les Deftones ont exercé une forte influence sur de nombreux groupes de metal alternatif, de nu metal et de post-hardcore qui leur ont succédé, parmi lesquels nous pouvons citer : Breaking Benjamin, Dead by Sunrise, The Dillinger Escape Plan, Disturbed, Dir en grey, Drowning Pool, Finch, Funeral for a Friend, Glassjaw,, Godsmack, Hoobastank, Ill Niño, Linea 77, Linkin Park, Lostprophets, Mudvayne, Seether, Skindred, Slipknot, Spineshank, Taproot, et Will Haven.

## Membres

### Membres actuels
- Chino Moreno – chant (depuis 1988), guitare rythmique (depuis 1999)
- Stephen Carpenter – guitare solo (depuis 1988)
- Abe Cunningham – batterie (1988-1990; depuis 1993)
- Frank Delgado – clavier, platines (depuis 1999; 1997-1998 en concert)
- Fred Sablan –  bassiste (depuis 2022 en concert)

### Anciens membres
- Dominic Garcia – basse (1988-1990), batterie (1990-1991)[117]
- John Taylor – batterie (1991-1993)[118]
- Chi Cheng – basse, chœurs (1990–2008 ; décédé en 2013)
- Sergio Vega – basse, chœurs (2009-2021; 1999 en concert)[119]

## Discographie

### Albums studio
- 1995 : Adrenaline
- 1997 : Around the Fur
- 2000 : White Pony
- 2003 : Deftones
- 2006 : Saturday Night Wrist
- 2010 : Diamond Eyes
- 2012 : Koi No Yokan
- 2016 : Gore
- 2020 : Ohms
- 2025 : Private Music

### Compilations
- 2005 : B-Sides and Rarities
- 2011 : Covers
- 2011 : The Vinyl Collection 1995—2011

### Singles
| Année | Single                         | Meilleure position | Meilleure position | Meilleure position | Album                |
| Année | Single                         | U.S. Mod           | U.S. Main          | GB                 | Album                |
| ----- | ------------------------------ | ------------------ | ------------------ | ------------------ | -------------------- |
| 1995  | 7 Words                        | —                  | —                  | —                  | Adrenaline           |
| 1996  | Bored                          | —                  | —                  | —                  | Adrenaline           |
| 1997  | My Own Summer (Shove It)       | —                  | —                  | 29                 | Around the Fur       |
| 1998  | Be Quiet and Drive (Far Away)  | —                  | 29                 | 50                 | Around the Fur       |
| 2000  | Change (In the House of Flies) | 3                  | 9                  | 53                 | White Pony           |
| 2000  | Back to School (Mini Maggit)   | 27                 | 35                 | 35                 | White Pony           |
| 2001  | Digital Bath                   | 16                 | 38                 | —                  | White Pony           |
| 2003  | Minerva                        | 9                  | 16                 | 15                 | Deftones             |
| 2003  | Hexagram                       | —                  | —                  | 68                 | Deftones             |
| 2003  | Bloody Cape                    | —                  | —                  | —                  | Deftones             |
| 2006  | Hole in the Earth              | 18                 | 19                 | 69                 | Saturday Night Wrist |
| 2007  | Mein                           | —                  | 40                 | —                  | Saturday Night Wrist |
| 2010  | Rocket Skates                  | —                  | —                  | —                  | Diamond Eyes         |
| 2010  | Diamond eyes                   | —                  | —                  | —                  | Diamond Eyes         |
| 2010  | Sextape                        | —                  | —                  | —                  | Diamond Eyes         |
| 2010  | You've Seen The Butcher        | —                  | —                  | —                  | Diamond Eyes         |
| 2010  | Beauty School                  | —                  | —                  | —                  | Diamond Eyes         |
| 2012  | Leathers                       | —                  | —                  | —                  | Koi No Yokan         |
| 2012  | Tempest                        | —                  | —                  | —                  | Koi No Yokan         |
| 2016  | Prayers/Triangles              | —                  | —                  | —                  | Gore                 |
| 2016  | Doomed User                    | —                  | —                  | —                  | Gore                 |
| 2020  | Ohms                           | —                  | —                  | —                  | Ohms                 |
| 2020  | Genesis                        | —                  | —                  | —                  | Ohms                 |